# María Dolores Pradera
María Dolores Pradera, nome completo María Dolores Fernández Pradera (Madrid, 29 agosto 1924 – Madrid, 28 maggio 2018), è stata una cantante e attrice spagnola.

## Biografia
Nacque a Madrid e passò l'infanzia tra la Spagna ed il Cile, paese nel quale suo padre andava per affari. Negli anni quaranta comincia a lavorare come attrice teatrale e cinematografica, mentre inizia a mostrare spiccate doti di cantante. Interpretò film come Yo no me caso (1944, con la regia di Juan de Orduña), oppure Los habitantes de la casa desabitada (1946, del regista Gonzalo Delgras), nel quale appare anche Fernando Fernán Gómez, che fu suo marito dal 1945 al 1959.
Successivamente apparve in teatri spagnoli, francesi e messicani, in opere di: Enrique Jardiel Poncela, José Zorrilla, Federico García Lorca o Edmond Rostand. Per molti anni, sia in concerto che in disco, fu accompagnata dal duo di chitarre Los gemelos, formato da Santiago e Julián López Hernández. Tra gli autori che ha interpretato sono da ricordare: il messicano José Alfredo Jiménez, la peruviana Chabuca Granda, il cubano Miguel Matamoros, o lo spagnolo Joan Manuel Serrat.
La sua versatilità, che la fa passare disinvoltamente dal fado, alla copla, dal bolero latino-americano alla canzone leggera, e le sue grandi doti istrioniche, hanno fatto sì che molte sue interpretazioni diventassero classici della canzone in lingua spagnola. Ha ricevuto numerosi premi, sia come attrice che come cantante, fuori e dentro i confini spagnoli.
Successivamente ha collaborato con cantautori spagnoli importanti come Joaquín Sabina, o Rosana. Nel 2006 ha pubblicato un album insieme al gruppo canario Los Sabandeños, che si dedica da molti anni alla divulgazione del folclore canario e latino-americano. Nel 2007 ha pubblicato una raccolta (CD e DVD), contenente duetti con artisti come Joaquín Sabina, Rosana, Caetano Veloso o il cantautore Victor Manuel.